# Terrorists: The Kids They Sentenced
Pour plus de détails, voir Fiche technique et Distribution.
Terrorists: The Kids They Sentenced (Terrorister - en film om dom dömda) est un film documentaire suédois de Lukas Moodysson et Stefan Jarl, sorti en 2003.

## Synopsis
Le documentaire traite des condamnations infligées aux manifestants arrêtés durant les manifestations de Göteborg en 2001 qui protestaient contre la tenue du Conseil européen et la venue de George W Bush.

## Fiche technique
- Titre original : Terrorister - en film om dom dömda
- Titre français : Terrorists: The Kids They Sentenced
- Réalisation : Lukas Moodysson et Stefan Jarl
- Scénario : Lukas Moodysson et Stefan Jarl
- Pays d'origine : Suède
- Format : Couleurs - 35 mm - 1,66:1 - Dolby
- Genre : documentaire
- Durée : 98 minutes
- Date de sortie : 2003